# Mława
Mława (Duits: 1941-1945 Mielau is een stad in het Poolse woiwodschap Mazovië, gelegen in de powiat Mławski. De oppervlakte bedraagt 35,5 km², het inwonertal 31.047 (2021).

## Geschiedenis
De stad ontstond in de vijftiende eeuw. In 1795 werd het een onderdeel van Pruisen en van 1807 tot 1915 van het Hertogdom Warschau. Hierna werd het terug een deel van het Koninkrijk Polen, al was dit geen onafhankelijk land meer, maar een onderdeel van het Keizerrijk Rusland. Na de Eerste Wereldoorlog werd de stad deel van de nieuwe Poolse republiek. In 1939 brak hier de Tweede Wereldoorlog uit en de stad werd bij het Groot-Duitse Rijk ingelijfd. In 1941 werd de naam verduitst naar Mielau. Na de oorlog werd de stad terug Pools. 
1. ↑  Populacja - Mlawa 2021r. www.polskawliczbach.pl